# Ładzin, Tỉnh West Pomeranian
Adzin [ˈwad͡ʑin] (tiếng Đức: Rehberg) là một ngôi làng thuộc khu hành chính của Gmina Wolin, thuộc quận Kamień, West Pomeranian Voivodeship, ở phía tây bắc Ba Lan. Nó nằm khoảng 8 kilômét (5 mi) phía tây bắc của Wolin, 17 km (11 mi) về phía tây nam Kamień Pomorski và 54 km (34 mi) phía bắc thủ đô khu vực Szczecin.
Trước năm 1945, khu vực này là một phần của Đức. Đối với lịch sử của khu vực, xem Lịch sử của Pomerania.
Ngôi làng có dân số 340 người.